# أندرو باول
أندرو باول (بالإنجليزية: Andrew Powell)‏ هو موظف مدني ومبشر وسياسي أسترالي، ولد في 15 مايو 1973 بملبورن في أستراليا. حزبياً، نشط في الحزب الوطني الليبرالي في كوينزلاند. وقد انتخب عضو المجلس التشريعي ولاية كوينزلاند عن دائرة غلاس هاوس ‏ (21 مارس 2009 – ).